# Boucheron
Boucheron (bu.ʃə.ʁɔ̃) è un'azienda di gioielleria e orologeria francese con sede a Parigi, 26 Place Vendôme.

## Storia

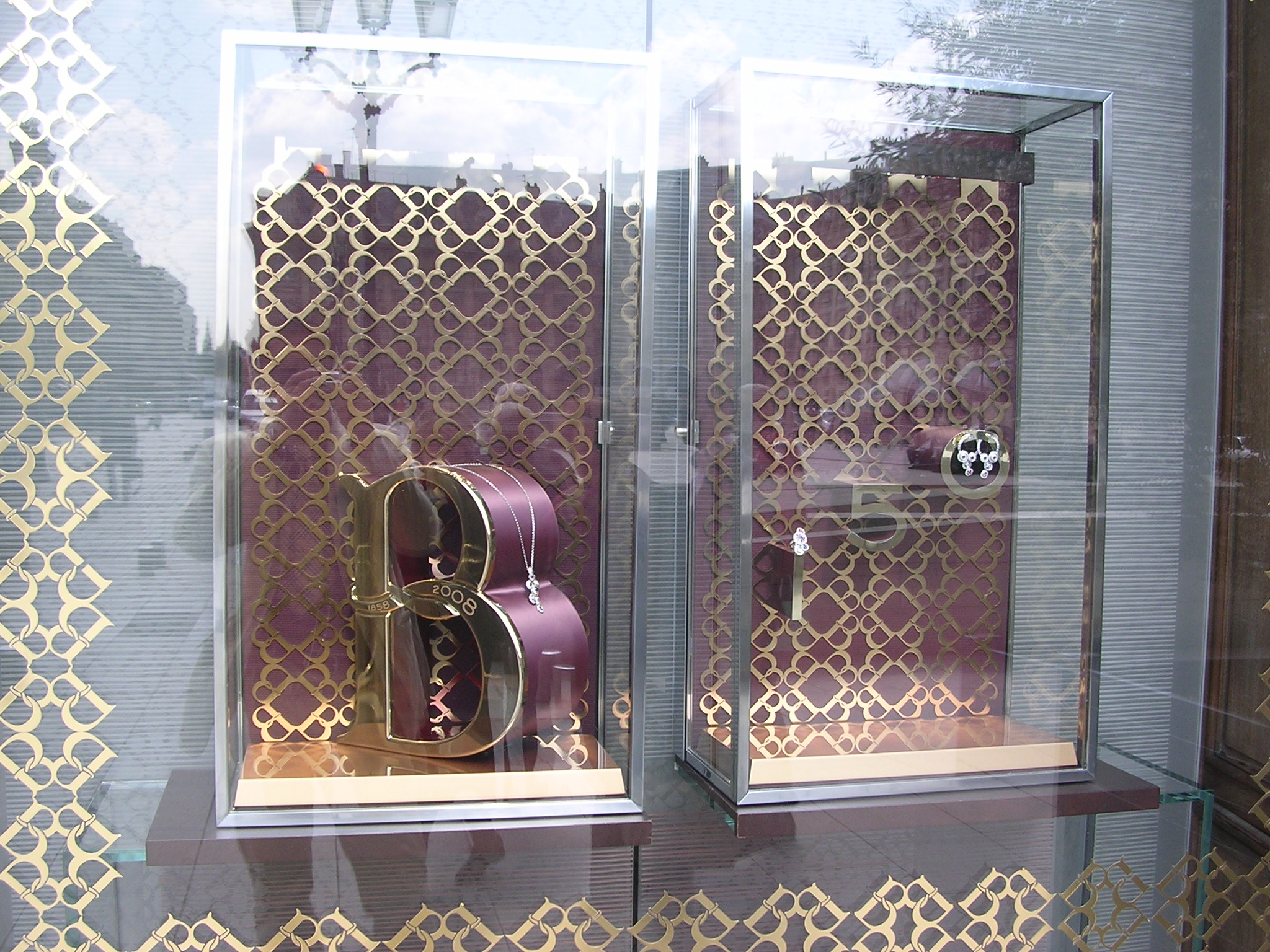
La vetrina di una boutique Boucheron.

Frédéric Boucheron fondò il suo primo negozio nel 1858 nella Galerie de Valois, presso il Palais-Royal durante gli anni del Secondo Impero francese. Aprì il suo atelier nel 1866 e un anno dopo vinse la medaglia d'oro durante l'Esposizione universale di Parigi (1867).
Nel 1893, Frédéric Boucheron divenne il primo gioielliere ad avere un negozio in Place Vendôme. Nel 1899, Boucheron ha aperto un negozio a Mosca, successivamente trasferito a San Pietroburgo nel 1911. Altri negozi sono stati aperti in Giappone nel 1973, a Shanghai, Dubai nel 2005, Hong Kong e Kuala Lampur nel 2006.
Nel 2000 il marchio Boucheron è stato rilevato dal gruppo Gucci, che a sua volta è stato rilevato dalla PPR - oggi Kering - nel 2004. Pierre Bouissou è stato nominato amministratore delegato del marchio nell'aprile 2011. Dal luglio 2015, il suo posto è stato preso da Hélène Poulit-Duquesne.
Negli anni il marchio si è reso protagonista di numerose collaborazioni celebri. Boucheron ha infatti collaborato con lo stilista Alexander McQueen, con l'orologianio Girard-Perregaux, e con il marchio MB&F.